# Pouvoir populaire national
Le Pouvoir populaire national (singhalais : Jathika Jana Balawegaya, JJB) est une alliance politique de gauche au Sri Lanka, formée en juillet 2019 de plus de 20 organisations politiques, syndicales, de jeunesse, féministes et écologistes autour du Front de libération populaire (JVP),,,.
La coalition arrive au devant de la scène lors de la crise politique de 2022 grâce à ses positions populistes de gauche, ce qui permet à son dirigeant Anura Kumara Dissanayake d'être élu président de la République en septembre 2024, et de nommer la député Harini Amarasuriya première ministre,.

## Histoire
Lors des élections parlementaires de 2020, le Pouvoir populaire national se donne pour objectif de surpasser le parti au pouvoir, le Front du peuple du Sri Lanka (SLPP), et de remporter la majorité des sièges au parlement. Cependant, le SLPP remporte une victoire écrasante, tandis que le Pouvoir populaire unitaire (SJB) devient le principal parti d'opposition. Le NPP quant a lui obtient seulement 3 sièges au parlement.
La crise politique de 2022, dans laquelle Dissanayake, le Front de libération populaire et la coalition vont jouer un rôle important par l'organisation de manifestations et de grèves, propulse la formation politique au devant de la scène politique.
Lors de l'élection présidentielle de 2024, la coalition met à profit le mécontentement du à la crise économique de 2021, puis à la politique d'austérité menée par le président Ranil Wickremesinghe et à la corruption endémique du pays, pour tenter de faire accéder son candidat Anura Kumara Dissanayake à la présidence. Ce positionnement en candidat du changement paye, puisque Dissanayake obtient plus de 42% des suffrages au premier tour, et près de 56% en comptant le vote preferentiel au second tour, et est finalement élu président. 

## Idéologie
Le Pouvoir populaire national est identifié idéologiquement comme une alliance populiste de gauche. La coalition propose un changement de l'ordre politique et de la direction économique du pays,. 

### Politique économique et sociale
Bien que sa principale composante, le Front de libération populaire, soit historiquement marxiste, Dissanyake et le Pouvoir populaire national ne défendent lors de l'élection présidentielle de 2024 pas une révolution, ni même un changement radical de l'économie du pays, justifiant que celle-ci serait trop fragile pour le supporter. Au contraire, ils affichent la promesse de développer le pays par la redynamisation de la croissance économique en offrant à la production, la recherche et l'investissement privé un cadre politique et fiscal plus favorable, tout en continuant d'assurer le remboursement de la dette nationale.
Parallèlement, afin de soulager les finances des ménages et dans une idée de justice fiscale, il souhaite réduire les impôts pour les pauvres, abaisser, voire la supprimer la TVA sur les produits essentiels, et mettre fin aux exonérations fiscale des super-riches. Il promet également d'établir une protection sociale et la gratuité des services de santé et d'éducation. Condition de la fin de l'austérité qu'il propose, le candidat du JJB promet de coopérer avec le FMI pour renégocier et amender certains termes du contrat.

### Démocratie, vivre ensemble et lutte contre la corruption
Le Pouvoir populaire national met la lutte contre la corruption au centre de son discours, en faisant preuve d'un certain dégagisme de la classe politique traditionnelle. 
La coalition s'oppose d'autre part au 20e amendement constitutionnel du Sri Lanka, qui revenait en 2020 sur le partage équitable des pouvoirs entre le président et le parlement introduit par le 19e amendement constitutionnel en 2015, et redonnait ainsi la quasi totalité des pouvoirs à la présidence.
Dissanyake promet de dissoudre le parlement dès les 45 premiers jours de sa présidence afin d'acquérir une légitimité parlementaire et de pouvoir gouverner sans l’opposition de la majorité acquise au clan Rajapaksa.
Il affiche également des vœux d'harmonie, d'inclusivité et de réconciliation entre communautés religieuses.

## Histoire électorale
| Election | Candidat                 | Premier tour   | Premier tour | Second tour instantané | Second tour instantané |
| Election | Candidat                 | Nombre de voix | %            | Nombre de voix         | %                      |
| -------- | ------------------------ | -------------- | ------------ | ---------------------- | ---------------------- |
| 2019     | Anura Kumara Dissanayake | 418 553        | 3,16         | Éliminé au 1er tour    | Éliminé au 1er tour    |
| 2022     | Anura Kumara Dissanayake | 3              | 1,37         | Éliminé au 1er tour    | Éliminé au 1er tour    |
| 2024     | Anura Kumara Dissanayake | 5 634 915      | 42,31        | 5 716 971              | 55,96%                 |

| Election | Tête de liste            | Nombre de votes | Pourcentage de votes | Sièges gagnés |
| -------- | ------------------------ | --------------- | -------------------- | ------------- |
| 2020     | Anura Kumara Dissanayake | 445 958         | 3,84                 | 3 / 225       |
| 2024     |                          | 6 863 186       | 61,56                | 159 / 225     |